# Serie A 1940/1941
Soutěžní ročník Serie A 1940/1941 byl 41. ročník nejvyšší italské fotbalové ligy a 12. ročník pod názvem Serie A. Konal se od 6. října 1940 do 4. května 1941. Soutěž vyhrál po dvou letech a pošesté ve své klubové kariéře Boloňa.
Nejlepším střelcem této sezony se stal italský fotbalista Héctor Puricelli (Boloňa), který vstřelil 22 branek a vyhrál tak po dvou letech již podruhé střelecký titul.

## Události

### Před sezonou
Sezóna začala v době, kdy Mussoliniho vláda vyhlásila válku Francii a Velké Británii. Mussolini, přesvědčený o vítězství, nezastavil fotbal, ale naopak podpořil pokračování soutěže, která začala nezvykle 6. října.
Obhájci titulu Ambrosiana-Inter, ztratila dva velké hráče, kteří patřili mezi nejlepší: Giovanni Ferrari (Boloňa) a Giuseppe Meazza (Milán). Dále do Milána přišel Cappello (Padova), který vystřídal odcházející Chizza (Janov) a Pasinatiho (Novara). Z Triestiny odešli Colaussi (Juventus) Valcareggi (Fiorentina).

### Během sezony
Do 8. kola vedla tabulku Fiorentina. Poté se do vedení dostala Boloňa a ta se díky výborné trojici Biavati–Reguzzoni–Puricelli (6+17+22 branek) dokráčeli k titulu. Na druhém místě se ztrátou čtyř bodů skončil obhájce titulu Ambrosiana-Inter a třetí místo získal městský rival Milán, který měl o pět bodů méně. Hráč Giovanni Ferrari získal již osmý titul a dělil se tak o rekord s Rosettim. V 80. letech se k nim přidal Furino a v roce 2018 je všechny překonal Buffon.
Sestup postihl Bari a také Novaru, která v posledním kole prohrála a naopak Lazio, které bylo také v sestupovém pásmu, uhrála remízu a díky koeficientu zůstala v soutěži.

## Účastníci
| Klub             | Město     | Stadion                     | Trenér                                                              | Nejlepší střelec                      |
| ---------------- | --------- | --------------------------- | ------------------------------------------------------------------- | ------------------------------------- |
| Ambrosiana-Inter | Milán     | Arena Civica                | Giuseppe Peruchetti a Italo Zamberletti                             | Pietro Ferraris (9)                   |
| Atalanta         | Bergamo   | Stadio Mario Brumana        | Ivo Fiorentini                                                      | Severo Cominelli (15)                 |
| Bari             | Bari      | Stadio della Vittoria       | Luigi Ferrero                                                       | Sergio Trevisan (7)                   |
| Benátky          | Benátky   | Stadio Pier Luigi Penzo     | Giuseppe Girani (1.–6. kolo) Giovanni Battista Rebuffo              | Giovanni Alberti (9)                  |
| Boloňa           | Boloňa    | Stadio Littoriale           | Hermann Felsner                                                     | Héctor Puricelli (22)                 |
| Fiorentina       | Florencie | Stadio Giovanni Berta       | Giuseppe Galluzzi                                                   | Romeo Menti (18)                      |
| Janov            | Janov     | Stadio Luigi Ferraris       | Ottavio Barbieri                                                    | Giacomo Neri (11)                     |
| Juventus         | Turín     | Stadio Benito Mussolini     | Umberto Caligaris (1.–2. kolo) Federico Munerati                    | Guglielmo Gabetto (16)                |
| Lazio            | Řím       | Stadio Nazionale            | Géza Kertész (1.–6. kolo) Ferenc Molnár (7.–17. kolo) Dino Canestri | Silvio Piola (10)                     |
| Livorno          | Livorno   | Stadio Edda Ciano Mussolini | József Viola                                                        | Vinicio Viani (11)                    |
| Milán            | Milán     | Stadio San Siro             | Guido Ara                                                           | Aldo Boffi (16)                       |
| Novara           | Novara    | Stadio del Littorio         | Carlo Rigotti                                                       | Vittorio Barberis, Piero Pasinati (6) |
| Neapol           | Neapol    | Stadio Partenopeo           | Antonio Vojak                                                       | Luigi Rosellini (13)                  |
| Řím              | Řím       | Stadio Nazionale            | Alfréd Schaffer                                                     | Amedeo Amadei (18)                    |
| Turín            | Turín     | Stadio Filadelfia           | Tony Cargnelli                                                      | Franco Ossola (14)                    |
| Triestina        | Terst     | Campo del Littorio          | Rudolf Soutschek                                                    | Francesco Cergoli (12)                |

## Tabulka
| Poř. | Tým              | Z  | V  | R  | P  | VG | OG | B  |
| ---- | ---------------- | -- | -- | -- | -- | -- | -- | -- |
| 1.   | Boloňa           | 30 | 16 | 7  | 7  | 60 | 37 | 39 |
| 2.   | Ambrosiana-Inter | 30 | 14 | 7  | 9  | 52 | 42 | 35 |
| 3.   | Milán            | 30 | 12 | 10 | 8  | 55 | 34 | 34 |
| 4.   | Fiorentina       | 30 | 14 | 6  | 10 | 60 | 49 | 34 |
| 5.   | Juventus         | 30 | 12 | 8  | 10 | 50 | 47 | 32 |
| 6.   | Atalanta         | 30 | 11 | 9  | 10 | 45 | 38 | 31 |
| 7.   | Turín            | 30 | 11 | 8  | 11 | 54 | 50 | 30 |
| 8.   | Neapol           | 30 | 11 | 8  | 11 | 41 | 48 | 30 |
| 9.   | Triestina        | 30 | 9  | 11 | 10 | 43 | 39 | 29 |
| 10.  | Janov            | 30 | 10 | 9  | 11 | 46 | 44 | 29 |
| 11.  | Řím              | 30 | 9  | 11 | 10 | 48 | 46 | 29 |
| 12.  | Benátky          | 30 | 8  | 13 | 9  | 39 | 44 | 29 |
| 13.  | Livorno          | 30 | 9  | 10 | 11 | 40 | 51 | 28 |
| 14.  | Lazio            | 30 | 7  | 13 | 10 | 38 | 42 | 27 |
| 15.  | Bari             | 30 | 8  | 11 | 11 | 31 | 38 | 27 |
| 16.  | Novara           | 30 | 5  | 7  | 18 | 31 | 84 | 17 |

Poznámky
- Z = Odehrané zápasy; V = Vítězství; R = Remízy; P = Prohry; VG = Vstřelené góly; OG = Obdržené góly; B = Body
- za výhru 2 body, za remízu 1 bod, za prohru 0 bodů.
- při rovnosti bodů se rozhodovalo na základě poměru gólů (vstřelené góly ÷ obdržené góly).

|  | Mistr ligy        |
|  | Sestup do Serie B |

## Statistiky

### Výsledková tabulka
|            | Ambrosiana | Atalanta | Bari | Benátky | Boloňa | Fiorentina | Janov | Juventus | Lazio | Livorno | Milán | Neapol | Novara | Řím | Turín | Triestina |
| ---------- | ---------- | -------- | ---- | ------- | ------ | ---------- | ----- | -------- | ----- | ------- | ----- | ------ | ------ | --- | ----- | --------- |
| Ambrosiana | –          | 2:1      | 5:0  | 4:2     | 2:1    | 0:2        | 4:0   | 2:1      | 1:1   | 3:0     | 2:2   | 1:0    | 0:0    | 5:1 | 0:2   | 1:1       |
| Atalanta   | 1:3        | –        | 4:0  | 3:1     | 2:0    | 0:0        | 1:1   | 3:0      | 2:0   | 2:1     | 2:1   | 4:0    | 2:0    | 0:0 | 0:1   | 2:0       |
| Bari       | 0:0        | 2:2      | –    | 3:2     | 1:0    | 1:0        | 1:1   | 3:5      | 1:2   | 1:1     | 1:3   | 0:4    | 1:2    | 2:2 | 1:0   | 0:3       |
| Benátky    | 1:0        | 1:1      | 1:1  | –       | 1:0    | 2:1        | 0:0   | 1:1      | 2:0   | 2:2     | 0:0   | 1:1    | 3:0    | 1:0 | 2:2   | 4:3       |
| Boloňa     | 5:0        | 1:0      | 5:1  | 1:1     | –      | 5:3        | 4:1   | 1:0      | 2:2   | 3:0     | 4:2   | 3:0    | 3:0    | 2:1 | 3:0   | 2:0       |
| Fiorentina | 2:1        | 1:1      | 4:0  | 2:1     | 3:0    | –          | 4:3   | 5:0      | 2:1   | 5:2     | 2:3   | 1:2    | 2:2    | 1:1 | 2:1   | 6:3       |
| Janov      | 2:0        | 2:0      | 6:1  | 1:0     | 0:1    | 0:1        | –     | 2:0      | 2:2   | 3:0     | 1:1   | 1:2    | 1:1    | 0:0 | 4:0   | 2:1       |
| Juventus   | 2:0        | 3:1      | 5:1  | 2:2     | 3:1    | 2:3        | 2:0   | –        | 3:2   | 2:1     | 1:2   | 0:0    | 3:0    | 3:1 | 2:1   | 1:1       |
| Lazio      | 2:4        | 1:1      | 2:2  | 4:1     | 2:4    | 4:1        | 0:1   | 2:2      | –     | 1:0     | 0:0   | 1:1    | 0:0    | 2:0 | 0:2   | 2:1       |
| Livorno    | 1:1        | 3:1      | 1:0  | 3:1     | 2:2    | 1:1        | 2:2   | 1:0      | 2:1   | –       | 1:0   | 1:1    | 1:1    | 6:1 | 0:1   | 2:1       |
| Milán      | 0:1        | 0:3      | 5:0  | 0:0     | 5:1    | 3:1        | 1:1   | 2:2      | 3:0   | 5:0     | –     | 4:0    | 2:0    | 1:3 | 1:1   | 1:1       |
| Neapol     | 0:1        | 4:1      | 3:1  | 1:1     | 4:4    | 0:2        | 1:0   | 2:2      | 0:2   | 1:2     | 3:2   | –      | 2:0    | 2:1 | 2:1   | 1:0       |
| Novara     | 2:4        | 5:1      | 4:0  | 0:0     | 0:1    | 2:0        | 2:1   | 1:2      | 0:0   | 0:0     | 2:0   | 1:0    | –      | 1:1 | 1:1   | 0:0       |
| Řím        | 3:0        | 1:0      | 6:2  | 5:2     | 1:1    | 1:1        | 3:0   | 3:0      | 1:1   | 3:1     | 1:2   | 2:2    | 1:3    | –   | 4:1   | 0:0       |
| Turín      | 5:5        | 1:1      | 4:0  | 0:2     | 0:0    | 6:2        | 3:6   | 2:0      | 1:1   | 5:2     | 0:4   | 6:2    | 5:1    | 0:0 | –     | 2:1       |
| Triestina  | 2:0        | 3:3      | 2:4  | 3:1     | 0:0    | 1:0        | 6:2   | 1:1      | 0:0   | 1:1     | 0:0   | 2:0    | 1:0    | 4:1 | 1:0   | –         |

### Střelecká listina
| Pořadí | Jméno              | Klub       | Branky |
| ------ | ------------------ | ---------- | ------ |
| 1.     | Héctor Puricelli   | Boloňa     | 22     |
| 2.     | Romeo Menti        | Fiorentina | 18     |
| 2.     | Amedeo Amadei      | Řím        | 18     |
| 4.     | Carlo Reguzzoni    | Boloňa     | 17     |
| 5.     | Aldo Boffi         | Milán      | 16     |
| 5.     | Guglielmo Gabetto  | Juventus   | 16     |
| 7.     | Franco Ossola      | Turín      | 14     |
| 8.     | Luigi Rosellini    | Neapol     | 13     |
| 9.     | Dante Di Benedetti | Fiorentina | 12     |
| 9.     | Gino Cappello      | Milán      | 12     |
| 9.     | Francesco Cergoli  | Triestina  | 12     |

## Vítěz
| Serie A Vítěz pro rok 1940/41 |
| ----------------------------- |
| Bologna FC 1909               |
|                               |